# El Veïnat (Bigues)

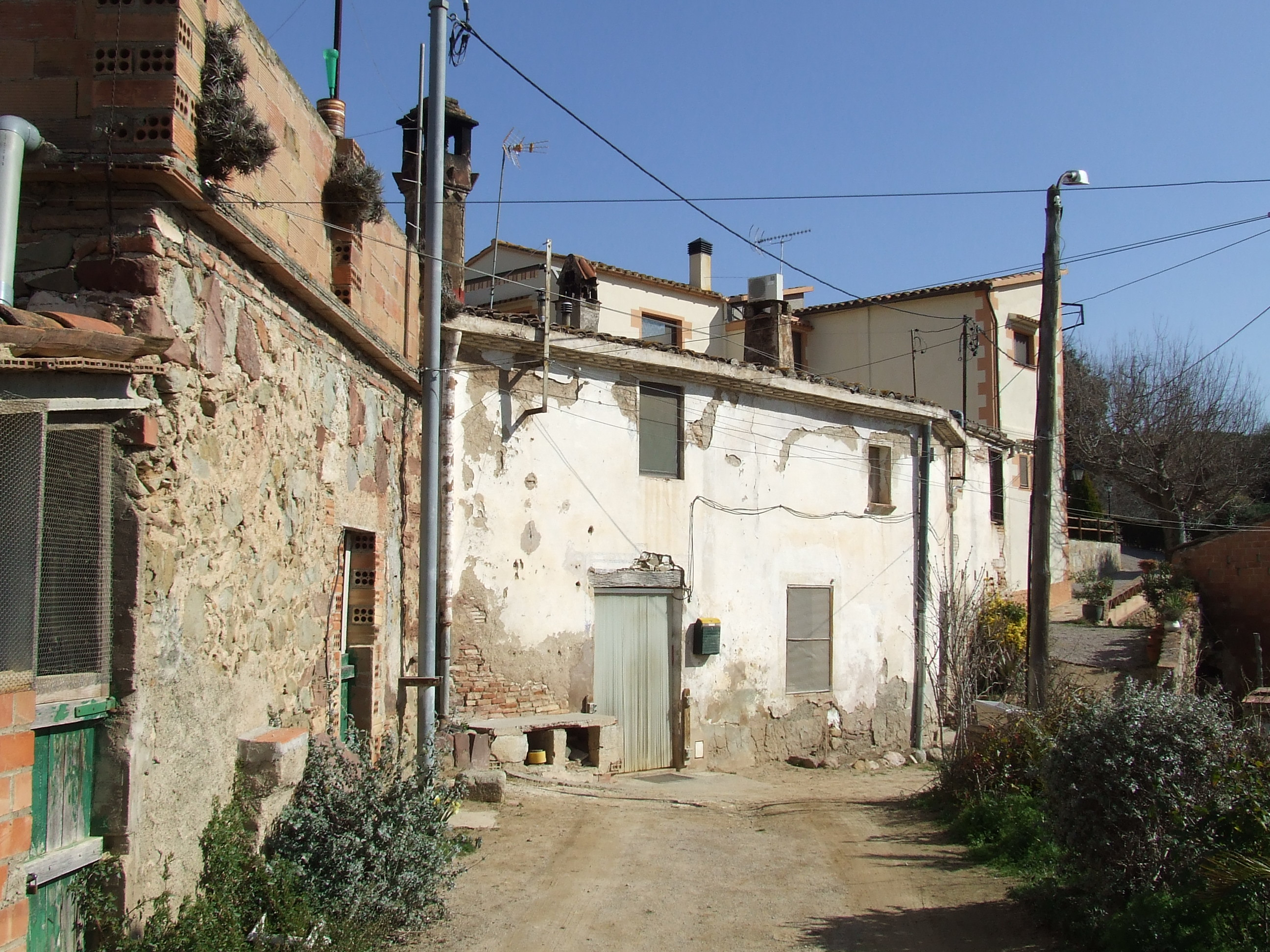
El carrer únic del Veïnat

El Veïnat és un grup de masies que formen un breu carrer a prop i al nord-oest del nucli primigeni del poble de Bigues, al terme municipal de Bigues i Riells, del Vallès Oriental. És al centre del terme municipal, al nord-oest del Turó i de la Parròquia de Bigues, per tant, al nord-oest de l'església parroquial de Sant Pere de Bigues i de Ca l'Atzet. Queda un xic separat a ponent de la part més septentrional de la urbanització de Can Barri i al nord de la del Turó. Està format per les cases de Can Lluc, recentment restaurada, Can Gomires, Can Bac, Can Samfaina i Can Verdú. Més allunyades, però també del Veïnat, hi ha també les masies, actualment la major part d'elles granges agropecuàries, de Can Benet Vell, Can Casanova, Can Frare, Can Jeroni, Can Mestre Lluc i Can Puig.
El Veïnat, en el seu conjunt, està catalogat com a Element d'interès municipal per l'ajuntament de Bigues i Riells.